# 難波長柄豊碕宮
難波長柄豊碕宮（なにわのながらのとよさきのみや）は、摂津国難波にあった飛鳥時代の宮。難波長柄豊崎宮、難波長柄豊埼宮とも表記する。学術的には、この宮跡に建てられた難波宮（後期難波宮）と区別して前期難波宮とも呼ばれる。
乙巳の変（645年）の後、中大兄皇子（後の天智天皇）らによって企画され、白雉2年（651年）に孝徳天皇が遷都。同3年（652年）に宮の造営が完成した。建物は、朱鳥元年（686年）の正月に全焼するまで、現在の大阪市中央区に34年の間存続した。
白雉5年（654年）孝徳帝の没後、斉明天皇（皇極天皇が重祚）により飛鳥板蓋宮に遷宮された。その後は、天平16年（744年）になって同じ場所に聖武天皇によって宮殿が築かれた（難波宮#後期難波宮を参照）。
この宮は、上町台地の上にあり、大正2年(1913年)に陸軍の倉庫建築中に数個の重圏文・蓮華文の瓦が発見されている。昭和28年(1953年)、同地付近から鴟尾（しび）が発見されたのがきっかけで、難波宮址顕彰会の発掘・調査が進んだ。
内裏・朝堂院の構造がそれまで見られなかった大規模で画期的な物であったことから、大化の改新という改革の中心として計画的に造営された宮であるとされ、大化の改新虚構論への有力な反証となっている。
現在、難波宮の跡地の一部は、難波宮史跡公園となり、大阪城の南に整備されている。前期・後期の遺跡を元に建物の基壇などが設置されている。